# Xylophanes elicius
Xylophanes elicius är en fjärilsart som beskrevs av Heinrich Benno Möschler 1882. Xylophanes elicius ingår i släktet Xylophanes och familjen svärmare. Inga underarter finns listade i Catalogue of Life.